# Melčická dolina
Melčická dolina je dolina v západní části Bílých Karpat a částí obce Melčice-Lieskové.

## Geografie
Dolina leží v geomorfologickém podcelku Lopenícka hornatina a ze severozápadu se připojuje k Trenčínské kotlině. Byla vytvořena převážně erozní činností bohaté říční soustavy, zvláště Ivanovského potoka, který pramení na západním svahu vrchu Dúžnik (807,2 m n. m.)
Nacházejí se zde četné kopaničářské sídla jako např. Malinné, Borotovec nebo Kašarovka.
Dolinu od západu uzavírají ramena pohoří Dúžnik, a to zejména Dubický vrch (719 m n. m.) a Roháčová (668 m n. m.).
V současnosti zde žije přibližně 190 obyvatel.

## Historie
Stopy osídlení okolí Melčické doliny pocházejí již z pravěku. Tak jako nejstarší, tak i o něco mladší nálezy se vážou k terasám a navrímt v okolí Ivanovského potoka, při kterém se pravěcí lidé zdržovali a kde postupně vznikaly osady.
Trvalá přítomnost člověka na území doliny datuje do období kolem roku 3500 př. ( Doba měděná ), kdy v lokalitě Melčická skála vzniklo osídlení lidu Bošácké kultury, což dokazují četné nálezy keramiky a měděných nástrojů.
Bohatý výskyt pramenů přitahoval lidi iv době bronzové, o čemž svědčí i hromadné nálezy bronzových předmětů a keramiky lužické kultury v blízkosti Ivanovského potoka. V tomto období se objevuje i osídlení lokality Hlboká voda, kde se také zachovaly víceré nálezy bronzových výrobků.
Rozsáhlé osídlení Melčické doliny v době bronzové dokazuje i to, že v roce 2010 byly při stavbě železničního nadjezdu objeveny zbytky největšího pohřebiště ze starší doby bronzové na Pováží. Toto kosterní pohřebiště je na základě hrobového inventáře datované přibližně do 16.- 17. století před Kr.

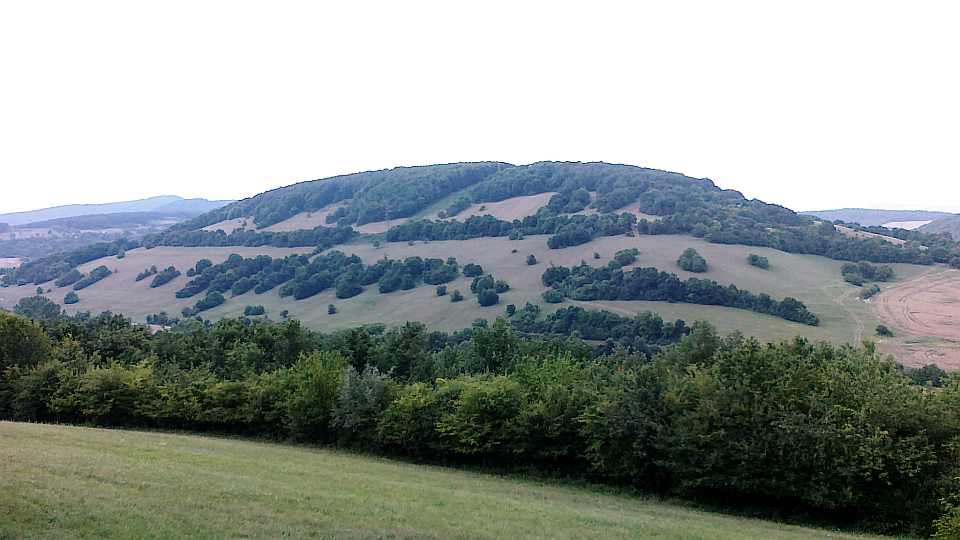
Vrch Borotovec (439 m n. m.)

## Osidlování v novověku
Ve druhé polovině 16. století začali obyvatelé Melčic obhospodařovat půdu na vrchu Borotovec (439 m n. m.). Koncem 17. století se obyvatelé přesunuli do doliny pod Borotovcom, kde později založili stejnojmennou osadu. V 18. století obyvatelstvo postupně expandovalo hlouběji do doliny, kde vznikly kopanice Kašarovka, Malinné, Hrnčiarovce a Zabudišová.
V meziválečném období začala na masivu vrchu Dúžnik vznikat osada Dúžniky, která byla zčásti zničena za 2. světové války a později zanikla.

## Příroda
Melčická dolina byla v roce 1978 prohlášena za chráněný přírodní útvar SR. Dolinu obklopují rozsáhlé bukové a v nižších polohách dubové lesy.
Významný krajinný ráz lesních, lučních a skalních společenství na vápencovém podkladě zahrnuje výskyt několika chráněných a ohrožených druhů rostlin a živočichů.